# USS Aroostook

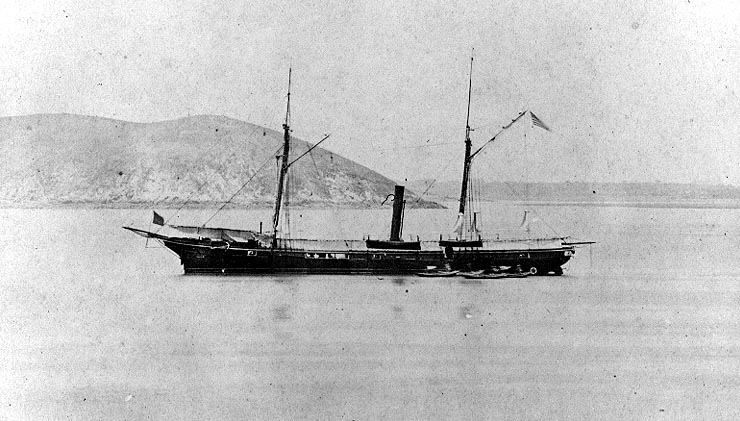
USS Aroostook

El USS Aroostook fue un cañonero de clase Unadilla construido para la Armada de la Unión durante la guerra civil estadounidense. El Aroostook fue utilizado por la Marina para patrullar los cursos de agua navegables de la Confederación con el fin de impedir que el Sur comerciara con otros países.

## Construcción y diseño
El Aroostook —un buque de casco de madera, propulsado por una máquina a vapor y de hélice— fue construido por Nathaniel Lord Thompson poco después del 6 de julio de 1861, en Kennebunk, Maine; fue botado el 19 de octubre de 1861 o alrededor de esa fecha; y asignado en el astillero naval de Boston el 20 de febrero de 1862, al mando del teniente John C. Beaumont.

## Servicio en la Guerra Civil

### Rescate del Vermont
El 1 de marzo de 1862, hacia el final del proceso de equipamiento de la cañonera, llegó la noticia al astillero de que, durante una feroz tormenta, el USS Vermont había perdido el timón, las anclas de su emparrado, todos sus aparejos y cuatro de sus botes, y que se hallaba a la deriva, indefenso, en medio de mares enfurecidos, a unas 95 millas al sureste de Cape Cod. El capitán William L. Hudson, comandante del astillero, ordenó a Beaumont que se dirigiera con el Aroostook, donde se había visto por última vez, y que, al encontrar al Vermont, se mantuviera junto a ella hasta que llegaran otras ayudas.
Después de zarpar el 2 de marzo, Aroostook localizó el buque en dificultades el día 7, protegiendo a Vermont del viento. Durante la semana siguiente, el Aroostook perdió su chimenea y sufrió otros daños. El día 15, después de que el vapor Saxon llegara a la escena y lo relevara, el Aroostook se dirigió a los cabos de Delaware.
Entró en el Astillero Naval de Filadelfia el día 23 y, tras la reparación de los daños causados por la tormenta y la instalación de una nueva chimenea, se dirigió a los cabos de Virginia el último día de marzo y entró en Hampton Roads el 2 de abril.

### Hampton Roads
Tras el combate de Hampton Roads entre el CSS Virginia y el USS Monitor, el comandante Beaumont del Aroostook ideó un plan para, mediante una red, inmovilizar la hélice del CSS Virginia. En general el plan fue considerado un peligro por los otros capitanes de la Unión, pues cualquier error podía hacer que la red atrapara a un propio y no a un enemigo. Con la llegada del USS Galena, el plan del Aroostook finalmente no se llevó a la práctica, aunque el buque tuvo su participación en esos hechos.

### Drewry's Bluff
Sólo había un obstáculo entre los buques de guerra de la Unión y Richmond, la capital confederada que esperaban capturar, al igual que una fuerza federal comandada por el oficial David Farragut había tomado Nueva Orleáns, Luisiana, unas semanas antes. Se trataba de una batería confederada en Drewry's Bluff por encima de una curva en el río, a unas ocho millas, aguas abajo del río James, de la ciudad amenazada.
Antes del amanecer del día 15, los barcos de Capitán John Rodgers, comandante de la flotilla, levantaron anclas para continuar el ascenso por el río James y llegaron a Drewry's Bluff.
A las 7:35 A.M., vieron bocanadas de humo florecer en el acantilado mientras las baterías del sur abrían fuego, iniciándose así la batalla de Drewry's Bluff. Poco después, los vigías detectaron obstrucciones en el canal que pronto detendrían su avance. Galena ancló a unos 600 metros del cañón de la Confederación, y Monitor se detuvo inmediatamente debajo del buque insignia. A las 8:00 a. m., el Aroostook, Port Royal y Naugatuck amarraron unos 400 metros más río abajo, y el Aroostook comenzó a disparar con su cañón Dahlgren de 11 pulgadas. Continuó el bombardeo hasta que los artilleros del acantilado encontraron su campo de tiro a las 9:45. El buque retrocedió 100 yardas más río abajo y reanudó el bombardeo. A las 11:00, Galena y Monitor casi habían vaciado sus reservas de munición, lo que llevó a Rodgers a interrumpir la acción y luego a retirarse río abajo. El Aroostook -que había "...recibido un disparo en la línea de flotación debajo de la parte posterior de las cadenas de estribor...- y otro "...a través de la proa de estribor"- no sufrió bajas de personal durante el combate.

## Luego de la Guerra Civil
Al terminar la Guerra Civil, el buque fue dado de baja el 25 de septiembre de 1865. Fue puesto nuevamente en servicio el 21 de diciembre de 1866 con el fin de integrarse al escuadrón del Medio Oriente, que necesitaba un buque de bajo calado para enfrentarse a las embarcaciones piratas que buscaban refugio en aguas poco profundas. Continuó en servicio en esa zona del mundo hasta el 18 de septiembre de 1869, siendo nuevamente dado de baja en aguas de Hong Kong debido al estado del buque. 
- Datos: Q7867428
- Multimedia: USS Aroostook (ship, 1861) / Q7867428